# Thryssa chefuensis
Thryssa chefuensis är en fiskart som först beskrevs av Günther, 1874.  Thryssa chefuensis ingår i släktet Thryssa och familjen Engraulidae. Inga underarter finns listade i Catalogue of Life.